# (3684) Berry
(3684) Berry es un asteroide perteneciente al cinturón de asteroides, descubierto el 9 de enero de 1983 por Brian A. Skiff desde la Estación Anderson Mesa (condado de Coconino, cerca de Flagstaff, Arizona, Estados Unidos).

## Designación y nombre
Designado provisionalmente como 1983 AK. Fue nombrado Berry en honor del astrónomo estadounidense Richard Berry.